# Кастеллуччо-Вальмаджоре
Кастеллуччо-Вальмаджоре (італ. Castelluccio Valmaggiore) — муніципалітет в Італії, у регіоні Апулія, провінція Фоджа.
Кастеллуччо-Вальмаджоре розташоване на відстані близько 240 км на схід від Рима, 145 км на захід від Барі, 34 км на південний захід від Фоджі.
Населення — 1333 особи (2014).

## Демографія
Населення за роками:

Станом на 1 січня 2023 року в муніципалітеті офіційно проживали 24 іноземці з 6 країн, серед них 15 громадян країн Євросоюзу та 1 громадянин України.

## Сусідні муніципалітети
- Біккарі
- Челле-ді-Сан-Віто
- Троя